# Maorier
Maorierna är Nya Zeelands urinvånare och en polynesisk folkgrupp. Cirka 400 000 av landets invånare är maorier (cirka 10 procent). Maoriernas språk, maori, blev 1987, tillsammans med engelska, ett officiellt språk. De flesta på Nya Zeeland har maorier i släkten.
Ordet māori betyder "vanlig" eller "normal" (kognat med ordet moriori på moriori) och förekommer i många ord, exempelvis wai māori, som betyder sötvatten, dricksvatten eller vanligt vatten, till skillnad från saltvatten. 
Numera kallar sig många istället tangata whenua, landets folk.

## Historia

### Maoriernas ankomst till Nya Zeeland
Maorier är ett polynesiskt folk som från 800-talet eller 1200-talet och framåt i omgångar invandrade från Sällskapsöarna. De första invandrarna livnärde sig övervägande på insamling och jakt på öns talrika fågelarter, av vilka de flygoförmögna moafåglarna är mest kända. Samtliga arter moafåglar hade utrotats på 1600-talet.

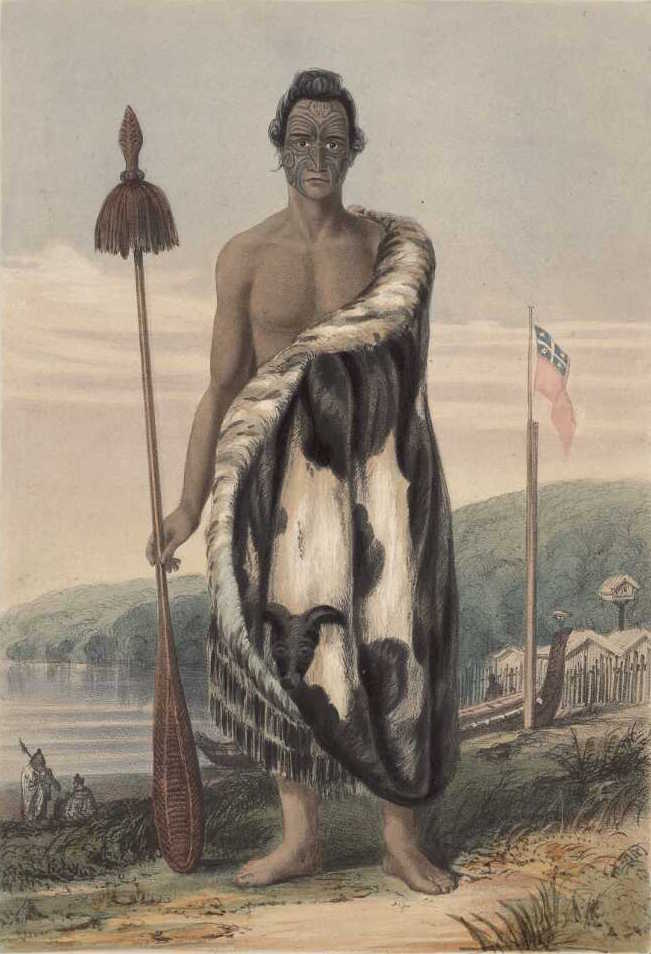
Honiana Te Puni-kokopu, maorihövding. Litografi efter teckning gjord 1839 av mrs J. T. Wicksteed och använd i Edward Jerningham Wakefields reseberättelse "Adventure in New Zealand", utgiven 1845.

En andra invandringsvåg kom möjligen på 1300-talet, varvid den så kallade klassiska maorikulturen utformades. Näringsfånget omfattade, förutom jakt, odling av sötpotatis och taro samt fiske. Byarna var befästa, och krigföring och möjligen kannibalism var karakteristiska inslag i kulturen. Deras krigsdans haka används idag av Nya Zeelands rugbylandslag. Den materiella kulturen präglades av rik ornamentering av till exempel hus och kanoter, och tatueringskonsten var högt utvecklad. Samhället, som var starkt hierarkiskt, var indelat i ett antal bilaterala klaner (hapū) med var sin hövding (rangatira). Hövdingen (och hans inneboende kraft, mana) representerade klanen och dess äganderätt till marken. 

### Under brittiskt styre
Den brittiska koloniseringen av Nya Zeeland under 1830- och 1840-talen ledde till konflikter kring jordägande. Även om den brittiska regeringen skrev på Waitangifördraget 1840, som skulle tillförsäkra maorierna rätten till sitt land, ledde väpnade konflikter under 1860-talet till resultatet att britterna konfiskerade drygt 40 procent av maoriernas land. Vid britternas ankomst fanns cirka 150 000 maorier, men vid sekelskiftet 1900 hade krig och sjukdom reducerat deras antal till 42 000.

### Senare år
På 1970-talet hade siffran stigit till cirka 240 000, och sedan 1960-talet pågår ett målmedvetet återupplivande av maorikulturen med tyngdpunkt på frågor kring landrättigheter och utbildning på maorispråket. Sedan sent 1900-tal har en mängd maori-ord kommit att integreras i nyzeländsk engelska. I slutet av 00-talet var knappt 8 av 1000 ord i dagstidningstext maori-ord, medan antalet 2019 var cirka 35 per 1000 ord.